# 939e Vestingsbrigade
De 939e Vestingsbrigade (Duits: Festungs-Brigade 939) was een Duitse brigadestaf van de Wehrmacht tijdens de Tweede Wereldoorlog.

## Oprichting en krijgsgeschiedenis
De brigade werd opgericht op 5 mei 1944 op Rodos uit een deel van de staf van de Festungs-Regiments-Stab 939. Het andere deel vormde de Festungs-Kommandantur Rhodos. Tijdens de Duitse terugtrekking uit Griekenland werd het 1001e Vestingsbataljon geëvacueerd naar het vasteland, het 1002e Vestingsbataljon bleef op het eiland.
Op 17 februari 1945 werd de 939e Vestingsbrigade omgedoopt op Rodos in de Pantsergrenadierbrigade “Rhodos”.

## Slagorde
- Festungs-Infanterie-Bataillon 1001
- Festungs-Infanterie-Bataillon 1002

## Commandanten
| Rang   | Naam                        | Begin             | Eind              |
| ------ | --------------------------- | ----------------- | ----------------- |
|        | ??                          | 5 mei 1944        | 1 juli 1944       |
| Oberst | Dr. phil. h.c. Otto Wagener | 1 juli 1944       | 25 september 1944 |
|        | ??                          | 25 september 1944 | 17 februari 1945  |

Vestingsbrigade Almers · Vestingsbrigade Belfort · Vestingsbrigade Korfoe · Vestingsbrigade Kreta · 1e Vestingsbrigade Kreta · 2e Vestingsbrigade Kreta · Vestingsbrigade Lofoten · Vestingsbrigade Sebastopol · 135e Vestingsbrigade · 939e Vestingsbrigade · 963e Vestingsbrigade · 964e Vestingsbrigade · 966e Vestingsbrigade · 967e Vestingsbrigade · 968e Vestingsbrigade · 969e Vestingsbrigade · 1017e Vestingsbrigade